# 东方红街道 (焦作市)
东方红街道，是中华人民共和国河南省焦作市山阳区下辖的一个乡镇级行政单位。

## 行政区划
东方红街道下辖以下地区：
文化巷社区、广场社区、和平街社区和东焦作社区。